# Holorusia dorsopleuralis
Holorusia dorsopleuralis är en tvåvingeart. Holorusia dorsopleuralis ingår i släktet Holorusia och familjen storharkrankar.

## Underarter
Arten delas in i följande underarter:
- H. d. dorsopleuralis
- H. d. surya